# Белоногов, Герольд Георгиевич
Герольд Георгиевич Белоногов (5 июня 1925, Алтайский край — 18 апреля 2018, Москва) — известный советский и российский ученый в области информатики, компьютерной лингвистики, автоматической обработки текстов, доктор технических наук (1968), профессор, академик Международной академии информационных процессов и технологий. Он был одним из основоположников отечественной информатики, признанный как у нас в стране, так и за рубежом. В 1994—95 годах состоял членом ASIS (американского общества по информатике). В 1996 году Международный биографический центр (г. Кембридж, Великобритания) присвоил ему звание «Международный человек года» за выдающиеся успехи в области машинного перевода и наградил памятной медалью.
Герольд Георгиевич придавал большое значение воспитанию научных кадров. Под его руководством подготовили и защитили кандидатские диссертации 27 человек. Пятеро из них в дальнейшем стали докторами наук. Среди его учеников были трое иностранцев — из Вьетнама, Кубы и Латвии.
Автор более 150 научных публикаций, в том числе 11 монографий.

## Биография
Родился в многодетной крестьянской семье Георгия Алексеевича и Варвары Трофимовны Белоноговых, в которой было 6 детей. Отец окончил три класса церковно-приходской школы, но очень много читал, обладал абсолютным музыкальным слухом и пел в церковном хоре. Герольд Георгиевич говорил, что отец привил ему любовь к музыке. Он выучился играть на балалайке и даже иногда играл для своих гостей, уже будучи москвичом и профессором. Мать была неграмотной, но умной и трудолюбивой женщиной. Необычное для русских имя Герольд дал ему отец, бывший в плену в Австро-Венгрии в Первую Мировую войну. Отец, будучи в плену, выучил немецкий и венгерский языки. По-немецки он мог даже свободно читать газеты. Ему понравилось имя «Герольд» (нем.- глашатай, вестник), которым он и назвал своего младшего сына. Однако до поступления в школу Герольд Георгиевич даже не подозревал о своем официальном имени — его все звали Володей. Это имя он получил при крещении.
Осенью 1942 года Герольд окончил среднюю школу в поселке Ояш, куда семья переехала в 1938 году, и поступил учиться в Новосибирский институт военных инженеров железнодорожного транспорта (НИВИТ) на факультет строительства мостов. Но проучился там только один семестр и отчислился из института по болезни (крупозное воспаление легких). После выздоровления, в марте 1943 года его призвали в Красную Армию и направили на учёбу в Новосибирское военно-пехотное училище (НВПУ).
Герольд Белоногов учился в училище три с половиной месяца, а затем был откомандирован в город Ставрополь на Волге на девятимесячные курсы военных переводчиков. Затем, ещё через месяц, курсы были переведены в Москву, и на их базе был создан Военный институт иностранных языков (ВИИЯ) с четырёхгодичным сроком обучения. Белоногов был зачислен в этот институт в качестве его слушателя.
По окончании в 1947-м году Военного института иностранных языков лейтенанту Белоногову Г. Г. была присвоена высшая переводческая квалификация «переводчик-референт по немецкому языку», и он был направлен в распоряжение командующего Киевским военным округом. Там его назначили на должность переводчика разведывательного отдела штаба 27-го гвардейского стрелкового корпуса (27 гв. СК), который находился на Украине в городе Конотопе Сумской области.
В том же 1947-м году Г. Г. Белоногов женился на Богословской Татьяне Сергеевне — дочери репрессированных родителей из подмосковного поселка Очаково, ныне входящего в состав города Москвы. Её родители были осуждены по политической статье: отец — на десять лет лишения свободы, мать — на три года. Причина ареста отца была «антисоветские» высказывания об А. С. Пушкине, а матери — за недонесение об этих разговорах в «компетентные» органы.
В 1950-м году в Советской Армии был объявлен расширенный набор в военные академии, и Белоногов поступил учиться в Военно-инженерную академию им. В. В. Куйбышева на электротехнический факультет, которую окончил с отличием по специальности «военный инженер-электрик» весной 1956 года.
Белоногов Г. Г. был направлен в Вычислительный центр № 1 Министерства Обороны СССР, переименованный впоследствии в ЦНИИ 27 Министерства обороны СССР, в котором работал до 1980 г.
В 1980—2001 гг. Г. Г. Белоногов работал во Всероссийском институте научной и технической информации АН СССР, с 2003 г. до 2005 г. — в лингвистической фирме МетаФраз. Более подробно о его деятельности описано в следующем разделе.
18 апреля 2018 года Г. Г. Белоногов ушёл из жизни. «Это был целеустремленный человек, до последнего дня думавший о научных» проблемах, заботившийся о сохранении и приумножении созданного им дела. Его отличала редкая порядочность, интеллигентность и внимательная заботливость в отношениях с работавшими с ним людьми", — отмечалось в некрологе.

## Научная деятельность
Заниматься научной работой Герольд Георгиевич начал во время обучения в военной академии. На третьем курсе он получил первую премию на конкурсе научных работ слушателей академии. Его работа называлась: «О методах расчета линейных электрических схем». После этого его избрали председателем факультетского совета военно-научного общества слушателей.
В первый же год работы в Вычислительном центре младший научный сотрудник Белоногов разработал принципы построения устройства для целеуказания в системах противовоздушной обороны, за которое он получил авторское свидетельство. Через год он поступил в адъюнктуру (военную аспирантуру), созданную при 27 ЦНИИ МО. Его научным руководителем был выдающийся ученый Анатолий Иванович Китов.
Для диссертационной работы Г. Г. Белоногова была выбрана тема: «Исследование возможности применения лексического кодирования в автоматизированных системах передачи и обработки информации». Метод лексического кодирования можно применять не только при передаче текстов по каналам связи, но и при их хранении в памяти ЭВМ. По существу этим методом можно было решать ту же задачу, которая решается с помощью современных программ-архиваторов. При создании системы автоматического лексического кодирования впервые в СССР был создан большой частотный словарь по текстам объёмом более 500 тыс. слов, который в 1959-м году был издан в виде книги под названием «Частотный словарь современных русских оперативно-тактических терминов».
После успешной защиты кандидатской диссертации в начале 1960 года Белоногов Г. Г. был назначен начальником лаборатории в один из отделов 27-го ЦНИИ МО. Лаборатория Белоногова стала заниматься разработкой документальных и фактографических информационно-поисковых систем.
Г. Г. Белоногов с самого начала понимал, что теоретической основой формализации информации может быть только логическое исчисление предикатов. Это понимание у него ещё более укрепилось после публикации в печати статьи В. А. Успенского.
При разработке автоматизированных информационно-поисковых систем в лаборатории Г. Г. Белоногова с самого начала был принят модульный принцип их построения. Характер программных модулей определялся, прежде всего, семантико-синтаксической структурой формализованной и неформализованной (текстовой) информации. При этом предъявлялись жесткие требования по их входам и выходам. Это позволяло в дальнейшем на основе одной библиотеки программных модулей быстро строить различные варианты автоматизированных информационно-поисковых систем.
В 1968 году вышла в свет книга Г. Г. Белоногова и Р. Г. Котова «Автоматизированные информационно-поисковые системы» [10]. Это была первая в СССР монография, посвященная такой проблематике. В том же году Г. Г. Белоногов защитил докторскую диссертацию на тему «Исследование путей построения автоматизированных информационно-поисковых систем военного назначения».
Незадолго до защиты диссертации он был назначен начальником научного отдела в составе трех лабораторий, в которых наряду с плановыми работами проводились успешные исследования по другим направлениям, например, по автоматическому анализу и синтезу устной речи.
В 1973 году вышла в свет вторая книга Г. Г. Белоногова под названием «Автоматизированные информационные системы» [13], а в 1979 году — его третья книга: «Автоматизация процессов накопления, поиска и обобщения информации» [18]. В этих книгах был обобщен опыт работы руководимого им коллектива по созданию автоматизированных информационных систем и внедрению их в практику.
В 1976 году Г. Г. Белоногов был назначен на должность начальника одного из управлений 27 ЦНИИ МО, состоявшего из пяти научных отделов.
Управление Г. Г. Белоногова должно было заниматься не только исследованиями и разработками по информационной проблематике, но и осуществлять в Советской Армии координацию работ по этой проблематике головных институтов видов вооруженных сил. Научно-организационная работа не нравилась Герольду Георгиевичу, и он принял решение уволиться из Советской Армии. Белоногов Г. Г. был уволен из Советской Армии в звании полковника в конце 1979 года. При его увольнении был издан приказ начальника 27 ЦНИИ МО, в котором отмечалось, что во время работы в институте Г. Г. Белоногов достиг значительных научных результатов, внес большой вклад в повышение обороноспособности страны и создал свою научную школу, которая пользовалась большим авторитетом среди научных учреждений страны. За успехи в научной работе он был награждён орденом Красной Звезды.
В марте 1980 года Г. Г. Белоногов перешёл на работу в ВИНИТИ АН СССР, в котором до июля 2001 года возглавлял отдел лингвистических исследований. Одновременно он осуществлял методическое руководство работами по лингвистическому обеспечению Государственной автоматизированной системы научно-технической информации (ГАСНТИ). Это делалось в рамках постоянно действующей Рабочей группы по лингвистическому обеспечению ГАСНТИ.
Под руководством Г. Г. Белоногова в ВИНИТИ был создан ряд перспективных систем автоматической обработки текстовой информации: система автоматизированного обнаружения и исправления орфографических ошибок в русских и английских текстах, системы автоматического индексирования и классификации документов, системы фразеологического машинного перевода текстов с русского языка на английский и с английского на русский и др. Наиболее значительным достижением является последняя работа. Она определила перспективный путь решения сложнейшей проблемы преодоления языковых барьеров между странами и народами.
Г. Г. Белоногов раньше других ученных понял, что основными единицами языка и речи, выражающими понятия, являются, прежде всего, не отдельные слова, а словосочетания, и смысл этих словосочетаний не сводим к смыслу («значениям») составляющих их слов. Отдельные слова также используются в качестве наименований понятий, но значительно реже, чем фразеологические словосочетания.
Свою точку зрения на фразеологические словосочетания как единицы смысла Г. Г. Белоногов высказывал в течение многих лет в ряде закрытых и открытых публикаций [1-4,.8, 11-13, 18, 21, 22, 25, 27, 32-37]. И не только высказывал, но и применял её на практике. Так, в конце 60-х годов прошлого столетия под его руководством была построена первая в мире система автоматического индексирования документов и поисковых запросов по словосочетаниям. Несколько позднее (в 1973 г.) был создан модифицированный вариант этой системы [12]. А в 1975 году для Государственной автоматизированной системы научно-технической информации [ГАСНТИ] была построена типовая система автоматического индексирования политематических документов, в которой словосочетания рассматривались как основная форма представления наименований понятий.
Будучи профессиональным переводчиком, Г. Г. Белоногов внимательно следил за ходом исследований и разработок по машинному переводу текстов с одних естественных языков на другие и критически оценивал их результаты. В 1975 году он изложил свою концепцию фразеологического машинного перевода в рецензии на книгу Д.А. Жукова “Мы переводчики”.
Концепция оказалась весьма плодотворной. Но её плодотворность была по достоинству оценена только к началу 90-х годов прошлого столетия, когда была создана первая версия системы фразеологического машинного перевода [25].
К моменту прихода Г. Г. Белоногова в ВИНИТИ АН СССР в этом институте функционировала мощная система автоматизированной подготовки и издания реферативных журналов по широкому спектру областей науки и техники. При этом в течение года обрабатывалось более одного миллиона документов на различных языках мира.
По каждому документу составлялись его библиографическое описание, реферат и поисковый образ в виде набора ключевых слов и словосочетаний, характеризующих основное смысловое содержание этого документа.
По пятилетнему массиву поисковых образов документов (1983—1987 г.г.). были составлены отраслевые частотные словари ключевых слов и словосочетаний, затем эти словари были сведены в один политематический частотный словарь объёмом более одного миллиона наименований понятий. Далее из этого словаря было выделено его частотное ядро объёмом более 100.000 словарных статей, получившее название «Ядерный машинный политематический словарь ключевых слов и словосочетаний по естественным и техническим наукам» [3].
По существу коллектив Г. Г. Белоногова закладывал в ВИНИТИ фундаментальные основы для разработки широкого спектра систем автоматической обработки текстовой информации. Это были, прежде всего, базовые словари и базовые процедурные средства семантико-синтаксического анализа и синтеза текстов [1-4, 23-28]. При разработке базовых процедур широко применялся метод аналогии. Этот метод начал применяться в коллективе Белоногова ещё в 60-х годах прошлого столетия в бытность его в 27 ЦНИИ МО.
В то время возникла так называемая проблема «новых слов». Суть её заключалась в том, что в процессе морфологического анализа текстов в них наряду со словами, включенными в машинный словарь, встречались слова, отсутствующие в нём, и для них нельзя было получить программным путем грамматические характеристики, необходимые на последующих этапах анализа. Некоторые ученые того времени пытались найти выход из положения путем анализа состава суффиксов и окончаний «новых» слов. Но это был неверный путь, так как в реальных текстах многие формы слов не содержат в своем составе ни суффиксов, ни окончаний (например, такие русские слова как «стол», «стул», «глаз», «волк», «бык», «нес», «вез», «надо», «вдруг»).
Г. Г. Белоногов предложил более общее решение проблемы. Он выдвинул гипотезу, согласно которой для широкого класса европейских языков (русского, немецкого, английского, французского, испанского и др.) имеет место сильная корреляционная зависимость между буквенным составом концов слов и их грамматическими характеристиками (род, число, падеж, лицо, словоизменительные и словообразовательные модели). Эта гипотеза проверялась на различных языках (русском, немецком, английском, французском, испанском, украинском, болгарском, польском, латышском) и оказалась правильной.
Метод аналогии в морфологии совершенствовался в течение многих лет [14, 16, 20-23,26-28, 34] и на его основе были построены различные версии алгоритмов морфологического анализа, которые успешно использовались в различных системах автоматической обработки текстовой информации [13,18, 21, 25,27, 34]. Более полное описание этих алгоритмов можно найти в статье [26] и в книге [37].
При построении процедур синтаксического анализа текстов на основе метода аналогии Г. Г. Белоногов предлагал исходить из того, что их синтаксическая структура определяется грамматическими характеристиками входящих в них слов и считал, что одинаковым последовательностям символов классов слов соответствуют одинаковые синтаксические структуры. Он утверждал, что эта гипотеза верна с высокой вероятностью для любых синтаксических моделей, и она будет полезна при решении как глобальных, так и частных задач синтаксического анализа текстов. В книге [37] эффективность этой гипотезы иллюстрируется на примере задачи разрешения грамматической омонимии английских слов (например, такие слова как «work», «spring», «map» и «pump» в различных контекстных окружениях могут выступать в роли существительного или в роли глагола.
По мнению Г. Г. Белоногова возможности применения метода аналогии в семантике так же безграничны, как и безграничен мир, отображаемый в сознании человека. Несколько примеров применения этого метода приводится в книге [37] на стр. стр. 70-75. Например, там показано, как на основе сведений о смысловой эквивалентности русских и английских именных словосочетаний или русских и английских предложений можно определять смысловую эквивалентность составляющих их слов.
Наиболее значительным достижением школы профессора Г. Г. Белоногова является теоретическое обоснование и практическое решение проблемы фразеологического машинного перевода текстов с одних естественных языков на другие. Перевод текстов с одних языков на другие — сложный творческий процесс, требующий от переводчика не только соответствующей лингвистической подготовки, но и хороших знаний предметных областей, к которым переводимые тексты относятся. Он осуществляется на основе восприятия и понимания человеком исходного текста и последующей передачи его содержания средствами выходного языка. При этом при переводе передаются не столько значения слов и их последовательностей, сколько мыслительные образы, порождаемые в сознании переводчика под их воздействием.
Системы машинного перевода текстов с одних естественных языков на другие моделируют работу человека-переводчика. Их эффективность зависит, прежде всего от того, в какой степени в них учитываются объективные законы функционирования языка и мышления. А эти законы пока ещё недостаточно изучены. Поэтому, решая задачу машинного перевода, необходимо учитывать богатый опыт межнационального общения и опыт переводческой деятельности, накопленный человечеством. Этот опыт свидетельствует о том, что в процессе перевода текстов в качестве основных единиц смысла выступают прежде всего не отдельные слова, а фразеологические словосочетания, выражающие понятия. Именно понятия являются теми элементарными мыслительными образами, используя которые можно строить более сложные мыслительные образы, соответствующие переводимому тексту.
Практические работы по созданию систем фразеологического машинного перевода стали возможными благодаря появлению к концу 80-х годов прошлого столетия достаточно мощных персональных ЭВМ и благодаря опыту, который был накоплен в области автоматической обработки текстовой информации. В научном коллективе, руководимом проф. Белоноговым Г. Г., исследования и разработки в области автоматической обработки текстовой информации велись сначала в 27 ЦНИИ МО (с 1961 г. по 1980 г.), затем в ВИНИТИ РАН (1980—2001 г.г.). К концу 80-х годов в этом коллективе были получены значительные результаты (см. публикации [1-4, 11-14, 16, 19-23]). Это позволило в 1988 г. приступить к разработке системы русско-английского и англо-русского фразеологического машинного перевода.
Первая промышленная версия такой системы была создана в 1993 г. Она получила название RETRANS (Russian-English TRANslation System) [24, 25]. Эта система с самого начала привлекла внимание ряда государственных учреждений в России и за рубежом (Франция, США, Англия) и стала использоваться в практической работе этих учреждений. В России она применялась в Управлении Международного научно-технического сотрудничества Миннауки и технологий РФ, в ВИНИТИ РАН и во ВНТИЦентре. Так, в ВИНИТИ с помощью этой системы были переведены с русского языка на английский политематические реферативные базы данных общим объёмом более 1500 авторских листов (более 7,5 миллионов слов), а с английского языка на русский — одна книга по медицине объёмом 15 авторских листов. Во ВНТИЦентре было подготовлено более 10 англоязычных тематических баз данных (по охране окружающей среды, химии, химическим технологиям и др.). В Миннауки переводилась служебная документация.
Одновременно с переводом текстов с русского языка на английский и с английского на русский велось пополнение машинных словарей системы RETRANS. К 1995 г. их объём вырос до 500 тыс. словарных статей для каждого направления перевода.
В 2001 г. появилась версия системы фразеологического машинного перевода, получившая название «RETRANS VISTA», реализованная в разных модификациях, позволяющих использовать систему как в локальном режиме, так и в сетевом. Например, модификация системы Web Vista могла использоваться как средство общения в Интернете лицами, знающими русский язык, но не знающими английского, или, наоборот, знающими английский язык, но не знающими русского. Она могла также применяться для перевода любых документов, сохраняя внешний вид переводимых страниц.
Основные политематические машинные словари системы RETRANS VISTA (русско-английский и англо-русский) включали в свой состав терминологию по естественным и техническим наукам, экономике, бизнесу, политике, законодательству и военному делу.
Дальнейшее развитие системы RETRANS происходило в направлении совершенствования её декларативных и процедурных средств и их адаптации к условиям функционирования в различных государственных учреждениях России. Особый акцент делался на ускоренные темпы освоения фразеологического богатства русского и английского языков. В результате этой деятельности политематические словари системы RETRANS увеличились до объёма 2,6 миллиона словарных статей по каждому направлению перевода (русско-английскому и англо-русскому) или, в ином измерении, — до объёма 130 мегабайт. Если представить эти два словаря в книжном форме, то получится библиотека, состоящая из 84 томов по 1000 страниц в каждом. Насколько известно, это самые большие в мире двуязычные машинные словари.
В системе машинного перевода RETRANS используются многие результаты исследований и разработок, полученные в течение полувекового периода развития систем автоматической обработки текстовой информации. Но у неё есть и ряд черт, характерных только для этой системы и отличающих её от других систем аналогичного назначения. Такими отличительными чертами являются следующие:
1. Здесь впервые реализована прогрессивная концепция фразеологического машинного перевода, обеспечивающая более высокое качество перевода, чем использовавшаяся ранее концепция семантико-синтаксического преимущественно пословного перевода;
2. Здесь также впервые в широких масштабах применен метод аналогии при построении процедур морфологического анализа и синтеза текстов и их синтаксического анализа, что делает эту систему «открытой» и облегчает её настройку на перевод текстов любой тематики и с любым лексическим составом;
3. В системе RETRANS используются самые большие в мире русско-английские и англо-русские политематические фразеологические словари (общим объёмом около 5 млн. 200 тыс. словарных статей), что благотворно влияет на качество перевода. Основное ядро этих словарей составлено по оригинальным текстам в процессе их автоматического концептуального анализа и в процессе машинного перевода;
4. При вводе в систему RETRANS новых слов и новых фразеологических единиц не требуется сопровождать их никакой грамматической информацией: такая информация определяется системой автоматически. Это создает большие удобства для пользователей системы.
В книге А.И. Черного "Всероссийский институт научной и технической информации: 50 лет служения науке", посвященной полувековому юбилею института, разработка системы RETRANS отнесена к важнейшим достижениям ученых и специалистов ВИНИТИ.
Ссылка неверна. Должна быть ссылка УДК 002.63ВИНИТИ Ч-49. Удалить ссылку не получается.

## Взгляды на природу информации
Герольд Георгиевич увлекся философией, когда учился в военном институте иностранных языков. Студент Белоногов читал в подлиннике труды Канта, Гегеля, Фейербаха, Маркса и Энгельса. При этом особенно интересовался теорией познания. Он разработал даже собственную гносеологическую концепцию (не без влияния идей Канта, Фейербаха и Чернышевского), назвав свою концепцию «антропоморфизм».
Белоногов считал, что представления человека о мире, в том числе и его научные теории, антропоморфны, так как они в значительной мере определяются генетической и социальной природой человека.
Вместе со своим институтским другом Вадимом Чубинским Герольд Белоногов организовал литературно-философский кружок, не имевший никакой политической окраски, который «без разрешения начальства» собирался на частных квартирах. В результате последовали репрессии: один из лучших выпускников Белоногов не получил распределения за границу, а мог служить только в пределах Советского Союза".
Вся научная деятельность Г. Г. Белоногова связана с осмыслением природы информации. В настоящее время нет единого взгляда на природу информации. В «Новой философской энциклопедии» в статье "теория информации " (том 2, стр. 141, 142) понятие «информация» толкуется следующим образом: «Теория информации — специальная научная дисциплина, обычно представляемая как раздел кибернетики, анализирующая математические аспекты процессов сбора, передачи, обработки и хранения информации. Главная особенность теории информации состоит в широком использовании методов теории вероятностей и математической статистики, поскольку процесс извлечения информации связывают с уменьшением неопределенности наших сведений об объекте. Теорию информации часто используют как синоним теории передачи информации, изучающей оптимальные или близкие к оптимальным методы передачи информации по каналам связи.
Многочисленные попытки рассматривать информацию как инвариантную по отношению к видам человеческой деятельности форму представления идеального объекта (знание, художественный образ, естественный или искусственный языки и т. п.) и использовать понятия, принципы и формальный аппарат теории информации в широком культурном, языковом или науковедческом контекстах (А. Моль, В. В. Налимов, Ю. А. Шрейдер и др.) не привели к сколько-нибудь значительным успехам.»
Сторонники атрибутивного подхода (например, К. К. Колин и Ю. И. Шемакин) считают, что информация является неотъемлемым свойством (атрибутом) материи, и она может проявлять себя во всех объектах, процессах и явлениях как живой, так и неживой природы. Она якобы представляет собой некую вездесущую и всемогущую субстанцию.
По мнению Г. Г. Белоногова атрибутивный поход в информатике является прямым наследником подходов, сформулированных в работах Н. Винера, К. Шеннона и Р. Эшби, а также идей научного направления, именуемого «синергетика». Присутствуют здесь и некоторые элементы научной и околонаучной фантастики (чего стоит, например предположение о том, что элементарные частицы обладают интеллектом). В философском плане — это причудливая смесь гилозоизма, неоплатонизма и панпсихизма.
В своих взглядах на природу информации он полностью солидаризировался с профессором Р. С. Гиляревским, совместно с которым в 2009 год была опубликована статья под названием «О природе информации» [38].
По мнению Г. Г. Белоногова и Р. С. Гиляревского [38], информация — это, прежде всего, человеческое общественное явление. В человеческом обществе основным средством общения на протяжении тысячелетий был естественный язык. Как известно, естественный язык является универсальным средством общения между людьми — средством восприятия, накопления, хранения и передачи информации. Более того, он является инструментом мышления человека. Естественный язык является объектом изучения для таких наук, как психология, лингвистика, философия, семиотика, информатика.
По определению Г. Г. Белоногова, понятие — это социально значимый мыслительный образ, за которым в языке закреплено его наименование в виде отдельного слова или, значительно чаще, в виде устойчивого фразеологического словосочетания. Под устойчивыми фразеологическими словосочетаниями он понимает не только идиоматические выражения, но и любые повторяющиеся отрезки связных текстов длиной от двух до десяти-пятнадцати слов (более длинные устойчивые словосочетания встречаются редко).
В развитых языках мира (русском, английском, немецком, французском и др.) количество различных наименований понятий достигает нескольких сотен миллионов. Большинство из них обозначаются словосочетаниями, смысл которых не сводим к смыслу составляющих их слов. Слова, входящие в состав словосочетаний, обозначают лишь некоторые признаки понятий, позволяющие отличать их друг от друга, но не исчерпывающих их содержания. Содержание понятий в полном объёме интерпретируется только в «душе» человека — в его внутреннем мире, где «все связано со всем».
В философии естественный язык рассматривается как орудие познания, то есть как средство с помощью которого фиксируется информация о мире, осуществляется преобразование этой информации и изучается окружающий нас мир (см. «Новую философскую энциклопедию», т. 2, стр. 404).
В семиотике, как и в лингвистике, естественный язык рассматривается как некоторая знаковая система. Утверждается, что неотъемлемыми свойствами знаковых систем являются их семантика, синтактика и прагматика. Семантика — это смысловое содержание знаков; синтактика — это их структура, а прагматика связана с функционированием знаков в речи.
Белоногов считал, что информацию следует рассматривать как психические образы объективного мира, возникающие у живых организмов в процессе их жизни и взаимодействия с окружающей средой. Характер «информационного» отображения окружающей среды во «внутреннем мире» организмов специфичен для каждого вида организмов и определяется их генетической структурой и необходимостью адаптации к условиям окружающей среды (необходимостью выживания).
При общении живых организмов друг с другом смысловая информация не может непосредственно передаваться от одного субъекта к другому или фиксироваться каким-либо образом на материальных носителях. Передаются только условные обозначения единиц смысла (в терминологии де Соссюра их «означающие»), а не их смысловое содержание («означаемые»). Смысловое содержание условных обозначений раскрывается и пребывает только во внутреннем мире живых организмов (например, в «душе» человека). Сами же обозначения выступают лишь в роли стимулов, инициирующих сложные психические процессы, в основе которых лежат условные рефлексы.
Конечно, в зависимости от своего жизненного опыта, различные субъекты могут по-разному интерпретировать смысловое содержание одних и тех же условных обозначений, но, благодаря генетическому родству и общей социальной природе этих субъектов, определённый уровень взаимопонимания все таки достигается.
И в философии, и в лингвистике, и в семиотике обычно исходят из того, что вербальная (выраженная словами) информация должна иметь смысл. Иначе это не информация. Основными единицами смысла в естественных языках являются понятия, предложения и сверхфразовые единства (связный текст). Понятия являются минимальными (базовыми) единицами смысла. Из наименований понятий составляются предложения, которые имеют предикативную структуру, то есть в них указываются признаки объектов и (или) отношения между ними. Сверхфразовые единства представляют собой последовательности предложений, объединённые общим смыслом.
В человеческом сознании понятия представляют классы объектов, а в целом система понятий каждого языка является системой категоризации действительности. При этом важно подчеркнуть, что разные языки могут иметь разные системы категоризации действительности, то есть могут отличаться друг от друга составом используемых в них понятий.
Г. Г. Белоногов занимался в основном проблемами автоматической обработки вербальной информации. Он обозначил главные проблемы, возникающие при решении любых достаточно сложных задач автоматической обработки текстовой информации:
Проблема первая — выявление понятийного и фразеологического богатства естественных языков. Это важно потому, что понятия являются базовыми и наиболее устойчивыми единицами смысла и в мышлении, и в языке, и в речи. Кое-что в этом направлении уже сделано, но предстоит сделать ещё больше, особенно в части выявления фразеологического богатства естественных языков.
Проблема вторая — выявление наиболее устойчивых внеконтекстных ассоциативных смысловых связей между понятиями. Эта проблема по существу является частью первой, так как речь здесь идет об описании смыслового содержания понятий, а оно наиболее полно раскрывается в системе их ассоциативных связей друг с другом.
Проблема третья — разработка базовых процедур семантико-синтаксического анализа и синтеза текстов на основе их фразеологического и концептуального анализа и синтеза.
Проблема четвёртая — разработка базовых процедур автоматического составления одноязычных и многоязычных машинных словарей по текстам на основе их фразеологического и концептуального анализа.

## Основные научные достижения Г. Г. Белоногова и его коллектива
Г. Г. Белоногов занимался исследованиями и разработками в области теоретической и прикладной информатики в течение более пятидесяти лет (с 1956 года). За этот период времени им был решен ряд ключевых проблем. Результаты его исследований и разработок внедрены в практическую деятельность Вооруженных сил СССР и отечественной системы научно-технической информации.
Белоноговым опубликовано восемь книг и более 150 статей. Им создана научная школа, в рамках которой подготовлено 27 кандидатов наук. За достижения в научных исследованиях и разработках Г. Г. Белоногов был в 1979 году награждён орденом Красной Звезды.
Научные исследования и разработки велись Г. Г. Белоноговым по следующим основным направлением:
1) Составление словарей слов и фразеологических словосочетаний по современным русским и английским текстам [1-3, 20-24, 33-37].
2) Изучение системы русского словоизменения и словообразования с учётом потребностей автоматической обработки текстовой информации [2, 10, 13, 18, 22];
3) Разработка базовых процедур автоматического семантико-синтаксического анализа и синтеза русских и английских текстов [2, 9, 10, 18, 27, 33-36];
4) Разработка общих принципов формализации информации [15, 17-22, 34,37];
5) Разработка общих принципов построения автоматизированных информационных систем и создание таких систем [10, 13, 15, 18, 19, 21];
6) Разработка концепции фразеологического машинного текстов с одних естественных языков на другие и реализация этой концепции в виде действующей системы русско-английского и англо-русского перевода [24, 25, 27, 32, 34,35];
7) Разработка принципов автоматического составления двуязычных фразеологических словарей по параллельным (двуязычным) текстам и практическое составление такого рода словарей [33, 36, 37];
8) Решение ряда теоретических проблем информатики [17-19, 33-35, 37, 38].
Семья
Жена — Татьяна Сергеевна Белоногова (1926—1968).
Жена — переводчик, преподаватель английского языка Инна Петровна Рыбакова (1937—2008).
Сын — архитектор Борис Герольдович Белоногов (род. 1949). https://salon.ru/creators/boris-belonogov.
Проживал на бульваре Карбышева, д. 14, кор. 2.

## Основные научные труды Г. Г. Белоногова
1. Автоматизированная словарная служба. Автоматическое индексирование документов: Вопросы информационной теории и практики / Под ред. проф. Г. Г. Белоногова. — М.: ВИНИТИ, 1985. — № 53.
2. Компьютерная лингвистика в системе научно-технической информации: Вопросы информационной теории и практики / Под ред. проф. Г. Г. Белоногова. — М.: ВИНИТИ, 1989. — № 58.
3. Абрамова Н. Н., Белоногов Г. Г., Глобус Е. И., Кузнецов Б. А., Поздняк М. В. Ядерный машинный политематический словарь ключевых слов и словосочетаний по естественным и техническим наукам: Вопросы информационной теории и практики. — М.: ВИНИТИ, 1989. — № 58.
4. Абрамова Н. Н., Бевзенко Е. А., Белоногов Г. Г. и др. Автоматическое индексирование документов ключевыми словами и словосочетаниями. // Сб. «Научно-техническая информация». — Сер. 2. — М.: ВИНИТИ, 1989. — № 4.
5. Белоногов Г. Г., Григорьев В. И., Котов Р. Г. Автоматическое лексическое кодирование сообщений. — М.: Вопросы языкознания, 1960. — № 4.
6. Белоногов Г. Г. О некоторых статистических закономерностях в русской письменной речи. — М.: Вопросы языкознания, 1962. — № 1.
7. Белоногов Г. Г. Числовое кодирование понятий. — М.: Энциклопедия «Автоматизация производства и промышленная электроника», 1964. — Т. 4.
8. Белоногов Г. Г. Об использовании терминологических словосочетаний в автоматизированных ИПС. // Сб. «Цифровая вычислительная техника и программирование». — М.: Советское радио, 1966. — № 2.
9. Белоногов Г. Г. Два подхода к автоматическому отождествлению форм слов. // Сб. «Цифровая вычислительная техника и программирование». — М.: Советское радио, 1966. — № 1.
10. Белоногов Г. Г., Котов Р. Г. Автоматизированные информационно-поисковые системы. — М.: Сов. радио, 1968. — 181 с.
11. Белоногов Г. Г. Автоматический тезаурус дескрипторных понятий. // Сб. «Научно-техническая информация». — Сер. 2. — М.: ВИНИТИ, 1969. — № 12.
12. Белоногов Г. Г., Новоселов А. П., Рыбаков Б. П. Шемакин Ю. И. Автоматическое индексирование документов и запросов: Сб. «Научно-техническая информация». — Сер. 1. — М.: ВИНИТИ, 1973, № 7.
13. Белоногов Г. Г., Богатырев В. И. Автоматизированные информационные системы. — М.: Советское радио, 1973. — 328 с.
14. Белоногов Г. Г. Об использовании принципа аналогии при автоматической обработке текстовой информации: Сб. «Проблемы кибернетики». М.: Наука, 1974. — № 28.
15. Белоногов Г. Г., Новоселов А. П. О представлении информации в памяти ЭВМ: — Автоматика и вычислительная техника. — Рига: Зинатне, 1975, № 2.
16. Белоногов Г. Г., Губарь Н. Т., Новоселов А. П. Морфологический анализ слов на основе словаря словоформ. // Сб. «Научно-техническая информация», сер. 2. — М.: ВИНИТИ, 1975. — № 9.17.
17. Белоногов Г. Г. О синтаксических инвариантах в формализованных языках. // Сб. «Семиотика и информатика», двенадцатый выпуск. — М.: ВИНИТИ, 1979.
18. Белоногов Г. Г., Новоселов А. П. Автоматизация процессов накопления, поиска и обобщения информации. — М.: Физматгиз, 1979. — 256 с.
19. Белоногов Г. Г., Новоселов А. П. О принципах построения автоматизированных информационных систем. // Сб. «Семиотика и информатика», тринадцатый выпуск, — М.: ВИНИТИ, 1979.
20. Белоногов Г. Г., Загика Е. А., Калинин Ю. П., Хорошилов А. А. Автоматизация лингвистической обработки словарей. // Сб. «Научно-техническая информация», сер. 2. — М.: ВИНИТИ, 1983. — № 11.
21. Белоногов Г. Г., Кузнецов Б. А. Языковые средства автоматизированных информационных систем. — М.: Наука, 1983. — 254 с.
22. Белоногов Г. Г., Кузнецов Б. А., Новоселов А. П. Автоматизированная обработка научно-технической информации. Лингвистические аспекты: Итоги науки и техники, серия «Информатика». / Под. ред. проф. В. И. Горьковой. — М.: ВИНИТИ, 1984. — Т. 8. — 315 с.
23. Белоногов Г. Г., Загика Е. А., Новоселов А. П. Автоматизация лингвистической обработки словарей в системе научно-технической информации: Вопросы кибернетики. Прикладные аспекты лингвистической теории. / Под редакцией акад. А. Л. Ершова. — М.: ВИНИТИ, 1987.
24. Белоногов Г. Г., Зеленков Ю. Г., Кузнецов Б. А., Новоселов А. П., Хорошилов Ал-др А., Хорошилов Ал-сей А. Автоматизация составления и ведения словарей для систем фразеологического машинного перевода текстов с русского языка на английский и с английского на русский. // Сб. «Научно-техническая информация». — Серия 2. — М.: ВИНИТИ, 1993, № 12.
25. Белоногов Г. Г., Зеленков Ю. Г., Кузнецов Б. А., Новоселов А. П., Пащенко Н. А., Хорошилов Ал-др А., Хорошилов Ал-сей А. Интерактивная система русско-английского и англо-русского машинного перевода политематических научно-технических текстов. // Сб. «Научно-техническая информация». — Серия 2. — М.: ВИНИТИ, 1993. № 3.
26. Белоногов Г. Г., Зеленков Ю. Г. Ещё раз о принципе аналогии в морфологии. // Сб. «Научно-техническая информация». — Серия 2. — М.: ВИНИТИ, 1995. — № 3.
27. Белоногов Г. Г., Зеленков Ю. Г., Новоселов А. П., Хорошилов Ал-др А., Хорошилов Ал-сей А. Системы фразеологического машинного перевода. Состояние и перспективы развития. // Сб. «Научно-техническая информация». — Сер. 2. — М.: ВИНИТИ, 1998, № 12.
28. Белоногов Г. Г., Зеленков Ю. Г., Новоселов А. П., Хорошилов Ал-др А., Хорошилов Ал-сей А. Метод аналогии в компьютерной лингвистике. // Сб. «Научно-техническая информация». — Сер. 2. — М.: ВИНИТИ, 2000. — № 1.
29. Белоногов Г. Г., Гиляревский Р. С., Егоров В. С., Новоселов А. П., Хорошилов А. А., Шогин А. Н. Автоматический перевод на русский язык англоязычных запросов и их формализация при поиске информации в русскоязычных реферативных базах данных. // Сб. «Научно-техническая информация». — Сер. 2. — М.: ВИНИТИ, 2000. — № 8.
30. Белоногов Г. Г., Гиляревский Р. С., Козачук М. В., Новоселов А. П., Хорошилов А. А. Автоматическая классификация текстов. // Сб. «Научно-техническая информация». — Сер. 2. — М.: ВИНИТИ, 2001. — № 1.
31. Белоногов Г. Г., Гиляревский Р. С., Козачук М. В., Хорошилов Ал-др А., Хорошилов Ал-сей А. О возможности поиска информации в русскоязычных базах данных ВИНИТИ по запросам, сформулированным на основных европейских языках. // Сб. «Научно-техническая информация». — Сер. 2. — М.: ВИНИТИ, 2001. — № 12.
32. Белоногов Г. Г., Хорошилов Ал-др А., Хорошилов Ал-сей А., Козачук М. В., Рыжова Е. Ю., Гуськова Л. Ю. Каким быть машинному переводу в XXI веке. // Сб. «Перевод: традиции и современные технологии». — М.: ВЦП, 2002.
33. Белоногов Г. Г., Быстров И. И., Козачук М. В., Новоселов А. П., Хорошилов А. А. Автоматический концептуальный анализ текстов. // Сб. «Научно-техническая информация». — Серия 2. — М.: ВИНИТИ, 2002. — № 10.
34. Белоногов Г. Г., Калинин Ю. П., Хорошилов А. А. Компьютерная лингвистика и перспективные информационные технологии. Теория и практика построения систем автоматической обработки текстовой информации. — М.: Русский мир, 2004. — 246 с.
35. Белоногов Г. Г., Хорошилов Ал-др А., Хорошилов Ал-сей А. Единицы языка и речи в системах автоматической обработки текстовой информации. // Сб. «Научно-техническая информация». — Серия 2. — М.: ВИНИТИ, 2005. — № 11.
36. Белоногов Г. Г., Калинин Ю. П., Хорошилов Ал-др А., Хорошилов Ал-сей А. Системы фразеологического машинного перевода текстов с одних языков на другие. Теоретические предпосылки и опыт разработки. — М.: Типография «Агентство „РА“», 2007. — 184 с.
37. Белоногов Г. Г. Теоретические проблемы информатики. Том 2. Семантические проблемы информатики. — М.: КОС*ИНФ, 2008. — 215 с.
38. Белоногов Г. Г., Гиляревский Р. С., Хорошилов А. А. О природе информации. // Сб. «Научно-техническая информация». — Серия 2. — М.: ВИНИТИ, 2009. — № 1.
39. Белоногов Г. Г., Гиляревский Р. С., Селедков С. Н., Хорошилов А. А. О путях повышения качества поиска текстовой информации в системе Интернет // Научно-техническая информация. — Сер. 2. Информационные процессы и системы / Всероссийский институт научной и технической информации РАН. — 2013, № 8. — С. 15—22.
40. Белоногов Г. Г., Гиляревский Р. С., Хорошилов А. А. Проблемы автоматической смысловой обработки текстовой информации // Научно-техническая информация. — Сер. 2. Информационные процессы и системы / Всероссийский институт научной и технической информации РАН. — 2012, № 11. — С. 24—28.
41. Белоногов Г. Г., Гиляревский Р. С., Хорошилов А. А., Хорошилов-мл. А. А. Автоматическое распознавание смысловой близости документов // Научно-техническая информация. — Сер. 2. Информационные процессы и системы / Всероссийский институт научной и технической информации РАН. — 2011, № 7. — С. 15—22.
42. Белоногов Г. Г., Гиляревский Р. С., Хорошилов Ал-др А., Хорошилов Ал-ей А. Развитие систем автоматической обработки текстовой информации // Нейрокомпьютеры: разработка, применение. — 2010, № 8. — С. 4—13.